# Astrologia maya
(J.E.S. Thompson , The rise and fall of Maya Civilization University of Oklahoma Press. Norman 1954)
I Maya appaiono come un popolo estremamente affascinato dai corpi celesti, dalla misurazione del tempo e dai fenomeni astronomici. Dei differenti tipi di astrologia precolombiana adottati da popoli come Maya e Aztechi sono pervenuti ai giorni nostri pochi documenti autentici a causa delle devastazioni perpetrate dai primi conquistatori spagnoli e delle distruzioni documentarie successive tra cui l'incendio di documentazioni raccolte nello Yucatán avvenuto ad opera dei missionari impegnati a diffondere la religione cattolica.
Ciò che sappiamo dall'interpretazione di sculture, geroglifici, codici ed opere architettoniche è che l'astrologia maya era costituita da un insieme di osservazioni di tipo astronomico e geodetico su cui venivano innestati riferimenti mitologici, religiosi, genealogici e politici.

## I quattro codici americani

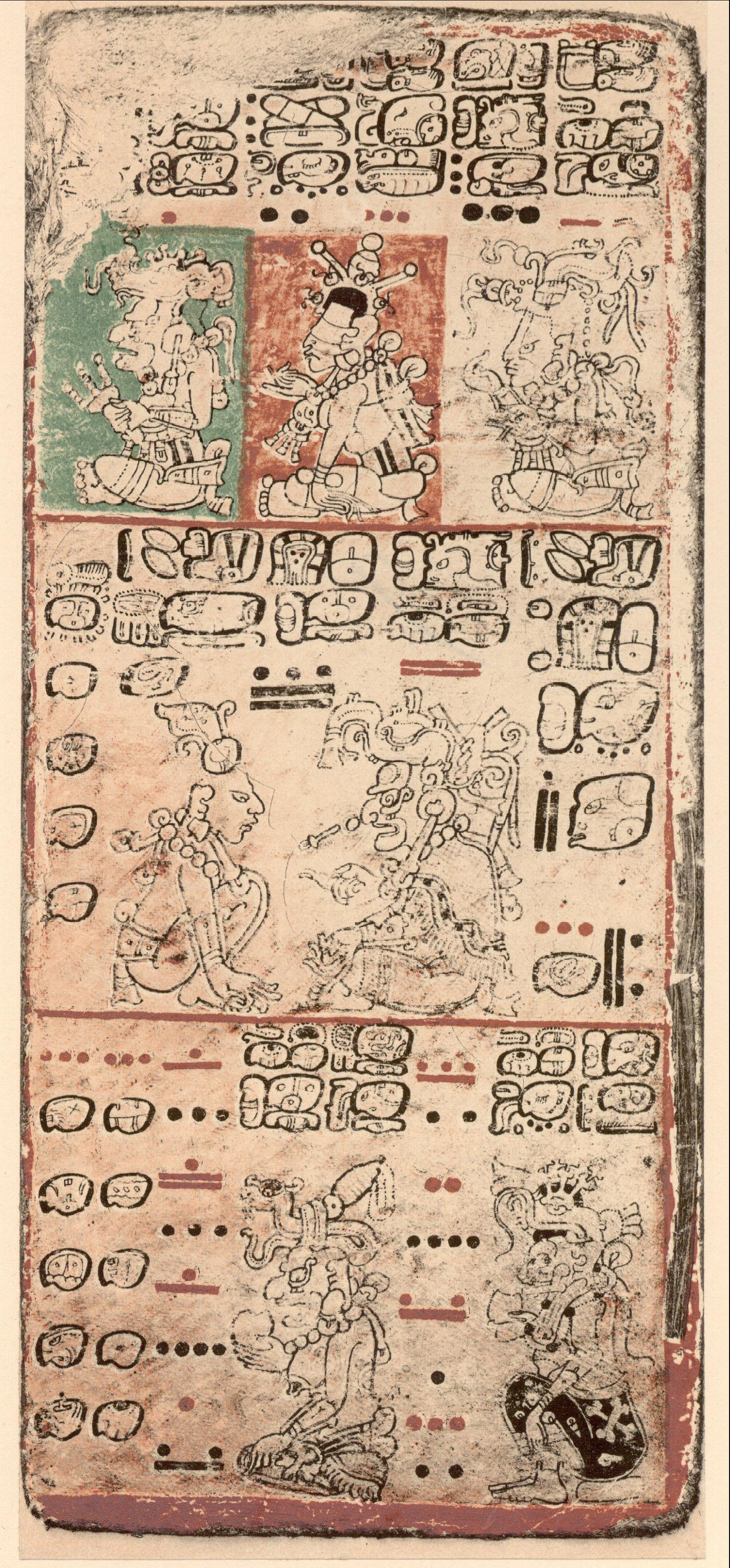
Codice Dresda (pagina 9) rappresentante l'osservazione di Venere. Il codice è composto da 72 pagine ripiegate a fisarmonica; le dimensioni dell'opera sono cm 350x20x9.

I quattro manoscritti originali utilizzati per interpretare le conoscenze e credenze maya sono il Codice di Dresda, il Codice di Parigi, il Codice di Madrid e il Codice Grolier. Altre fonti utilizzate sono la Relación di Diego de Landa  e i dizionari compilati dai primi missionari.

### Il codice Dresda
Il Codice Dresda (Codex Dresdensis) è un antico manoscritto ideografico Maya del XI-XII secolo, probabilmente redatto a partire da testi originali precedenti (VII-VIII secolo) ed è considerato il più completo tra i quattro codici Americani giunti ai nostri giorni. Secondo alcuni studiosi è il primo libro scritto nelle Americhe di cui si abbia un reperto. È composto da 72 pagine in cui si trovano redatti con straordinaria accuratezza tavole astronomiche, almanacchi, tavole astrologiche e testi di contenuto religioso in cui vengono descritti riti e pratiche divinatorie. Contiene tavole con le quali vengono calcolate con discreta precisione le eclissi di sole (anche quelle non osservabili dal centroamerica) e la rivoluzione sinodica di Venere. Il codice Dresda era probabilmente un testo privato riservato alla consultazione da parte di sacerdoti, indovini e pronosticatori che vi trovavano descrizioni e istruzioni. Le raffigurazioni e geroglifici con riferimenti astronomici su statue ed edifici, invece, potevano essere letti da tutti e venivano utilizzati soprattutto per divinizzare re e governanti.

#### Venere
Il codice di Dresda contiene importanti informazioni sullo studio del pianeta Venere da parte dei Maya. Sei pagine del codice sono dedicate all'accurato studio della posizione e dei cicli  del pianeta, frutto di centinaia di anni di osservazione. Dopo la Luna Venere è l'oggetto naturale più luminoso nel cielo notturno e raggiunge la sua massima brillantezza poco prima dell'alba quando è visibile verso est e poco dopo il tramonto quando compare basso sull'orizzonte verso ovest. È talora visibile anche di giorno se la sua distanza dal sole è massima. Venere era importante per la civiltà maya, che sviluppò un calendario religioso basato in parte sui suoi movimenti, e si basava sulle posizioni di Venere per valutare il tempo propizio per eventi quali le guerre, che venivano cominciate quando Venere tornava visibile nel cielo, oppure l'incoronazione di governanti.
Kukulkán, il serpente piumato, compiva un viaggio nel mondo inferiore simboleggiato dalla scomparsa e ricomparsa di Venere nel cielo. Venere è visibile per due cicli di circa nove mesi intervallati da due cicli di 8 e 50 giorni durante i quali scompare dal cielo. Il ciclo apparente di Venere si compie dunque in quasi 20 mesi come viene registrato nel codice Dresda.
È necessario rilevare che il calendario venusiano maya riporta delle macroscopiche imprecisioni  anche di trenta giorni che dovevano essere note anche ai suoi compilatori, e che per certi versi possono far assimilare il calendario venusiano ad una metodica di previsione delle eclissi lunari. Il motivo per cui queste vistose imprecisioni venissero comunque canonizzate all'interno di un calendario, che serviva anche per prevedere la ricomparsa di Venere, rimane un mistero insoluto. Probabilmente i Maya piegavano a necessità astrologiche e rituali alcune semplici rilevazioni astronomiche probabilmente per permettere un accordo con le computazioni presenti in calendari precedenti come lo tzolkin. È probabile che i Maya studiassero i movimenti anche di altri pianeti come Marte, Mercurio e Giove.

### Il codice di Madrid
Il codice Tro-Cortesianus di Madrid è più tardo rispetto al dresdensis (probabilmente del XV secolo), contiene 112 pagine ed è lungo più di sette metri. Fu redatto da otto scriba differenti ed è di contenuto più ampio rispetto al codice di Dresda. Vengono descritte procedure e tecniche della divinazione, riti religiosi e cerimonie legate alla festa dell'anno nuovo. È conservato a Madrid nel Museo de América.

### Il codice di Parigi
Il Codice di Parigi della Biblioteca Nazionale di Parigi è anch'esso di epoca tarda Il Codice Peresianus della Biblioteca Nazionale di Parigi è anch'esso di epoca tarda.

## Siti archeologici di interesse astronomico

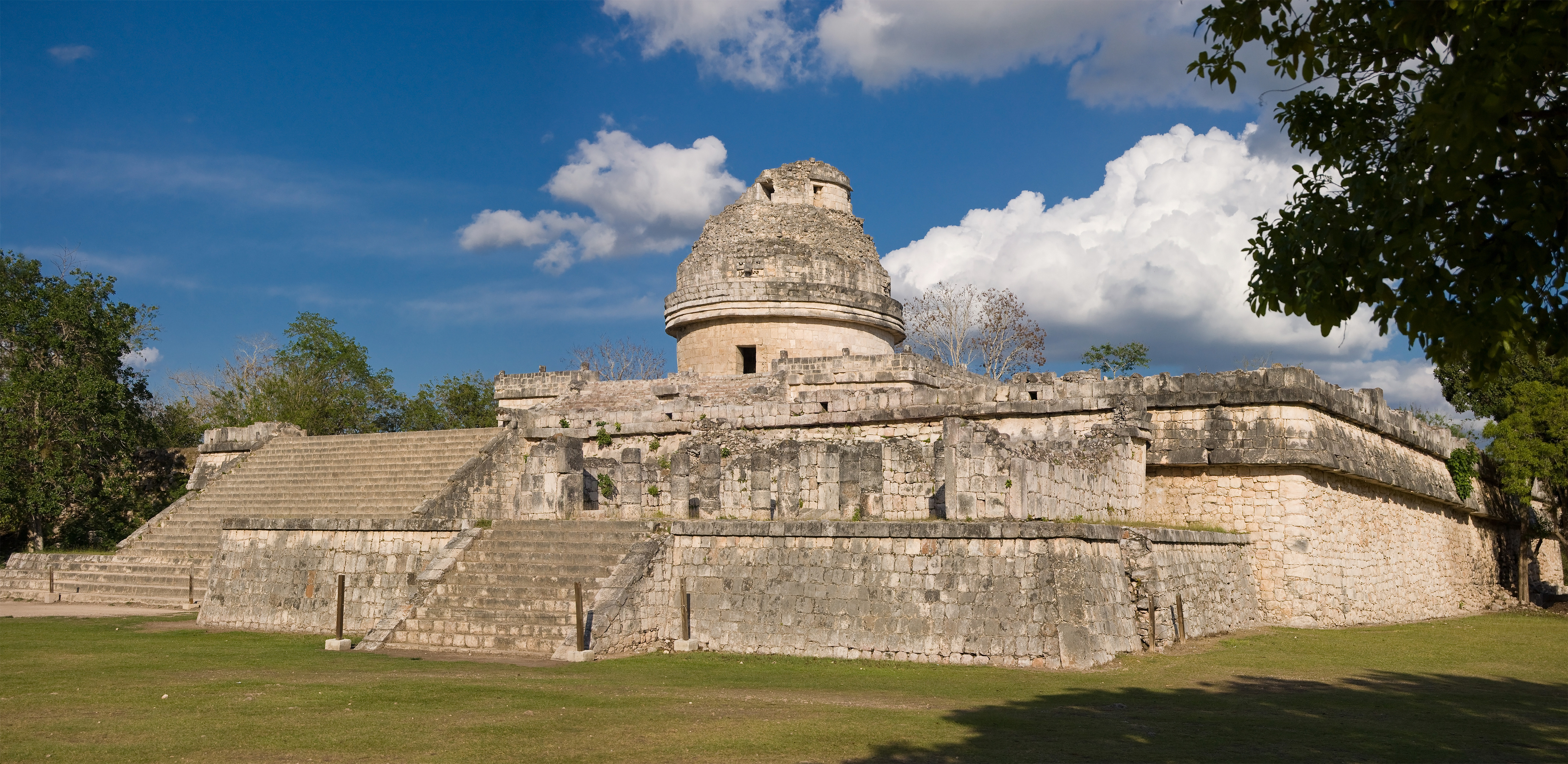
El Caracol a Chichén Itzá

La Piramide di Kukulkan detta "El Castillo" (il castello) nel sito di Chichén Itzá nella penisola dello Yucatán (Messico).

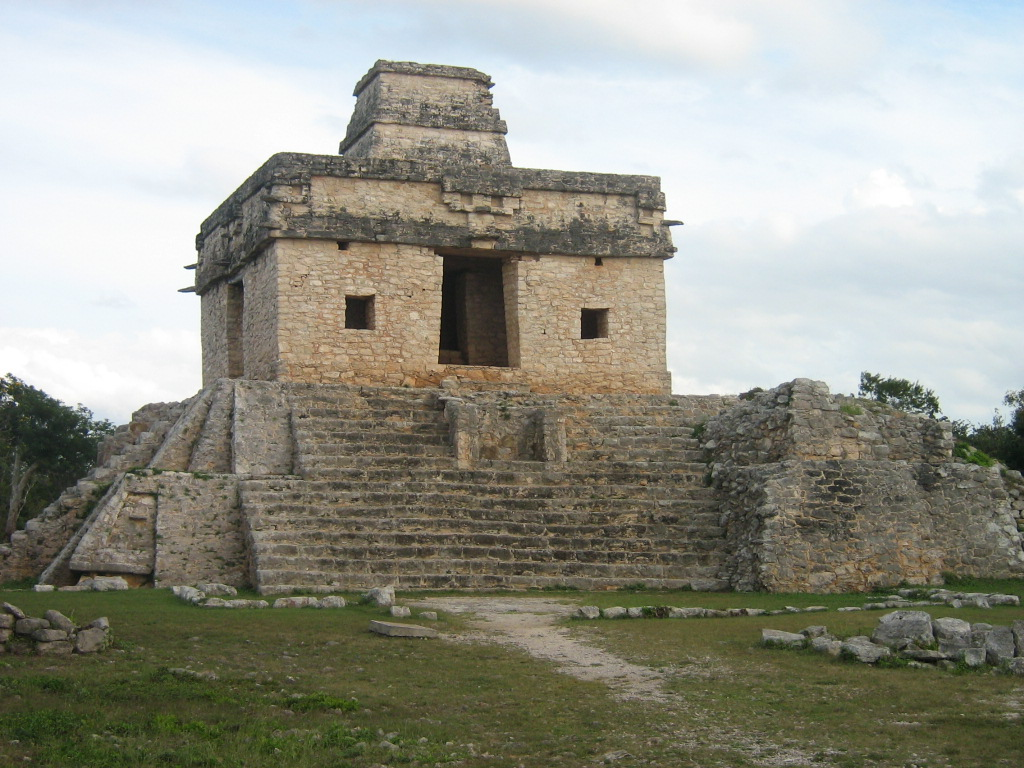
Tempio delle sette bambole

- El Caracol (la chiocciola) è un complesso monumentale edificato nel suo nucleo principale (basamento rettangolare) attorno al 900 d.C. È un edificio dalla insolita struttura a pianta circolare sormontato da una volta a cupola. La struttura cilindrica superiore poggia su un basamento rettangolare costituito da due piattaforme, una inferiore ed una superiore, ed ospita al suo interno una scala a chiocciola che conduce in un ambiente con sette aperture da cui si ipotizza che i sacerdoti osservassero e studiassero corpi celesti (Venere in particolare) e soprattutto fenomeni astronomici come i solstizi utilizzati per predire i primi giorni della primavera e dell'autunno. Le sette aperture comprendono quattro porte orientate secondo i punti cardinali e tre finestre: la più grande delle tre è rivolta ad ovest, le altre due guardano verso sud-ovest e sud. 
La disposizione e l'orientamento dell'edificio sembrano avere un'impronta astronomica, in particolare le facce delle piattaforme rettangolari sembrano guardare all'orizzonte in corrispondenza di eventi astronomici osservabili dalla Terra che coinvolgono il sole e il pianeta Venere.[10]  Presenta alcune influenze di epoca tolteca soprattutto nelle decorazioni. Il monumento è correlato al culto di Kukulkan.

- La Piramide di Kukulkan è un'imponente struttura piramidale, la più grande del sito archeologico di Chichén Itzá, che sembra riprodurre o simboleggiare un calendario maya: presenta  nove terrazze sovrapposte divise in due da quattro scalinate centrali per un totale di 18 zone scoperte (18 sono i mesi del calendario Haab'). La somma dei gradini delle quattro scalinate e della piattaforma più elevata è 365. Agli equinozi di primavera e d'autunno, al calare e al sorgere del sole, gli angoli della piramide proiettano un'ombra a forma di serpente piumato (Kukulkan) lungo il lato ovest della scalinata nord ai piedi della quale si trova una scultura che raffigura la testa di Kukulkan.[11]

- Il Tempio delle sette bambole (anche detto Tempio del Sole, ca. 700 d.C.) è l'edificio principale del sito archeologico di Dzibilchaltún nello Yucatán. Prende il nome dalle sette piccole statuine che furono ritrovate all'interno del tempio quando fu portato alla luce nel 1950. L'edificio ha due larghe finestre contrapposte sulla parete est ed ovest attraverso le quali, nell'equinozio di primavera, all'alba,  i raggi solari attraversano completamente la struttura.

## Ciclicità degli eventi astronomici e dell'attualità

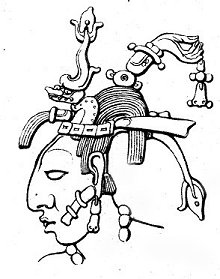
Pacal Il Grande.

K'inich Janaab' Pakal (23 marzo 603 - 28 agosto 683) è stato uno dei più influenti e celebri "ajaw" maya di Palenque nel tardo periodo classico. Viene anche denominato in altri modi tra cui Pacal (scudo in lingua maya), Pacal il Grande, "Scudo solare" e 8 Ahau. È seppellito nel Tempio delle iscrizioni all'interno di una cripta dove è presente una celebre lapide che illustra la morte del re Pacal come discesa negli inferi. Nel solstizio d'inverno, il giorno dell'anno con la notte più lunga e in cui il sole appare al nadir ossia il punto più basso all'orizzonte, a Palenque il sole tramonta sotto il Tempio delle iscrizioni a simboleggiare la discesa del re nel mondo inferiore a cui segue l'inizio di un nuovo periodo astronomico, in cui il sole rimane per più tempo nella volta celeste, e politico, con la trasmissione dei poteri al successore del re. Il solstizio di inverno viene dunque visto come un momento di morte e di rinascita e di continuità nella successione dei governanti attraverso la via ereditaria. 
L'ultima data compresa nel Lungo computo cade il 21 o, secondo altri studiosi, il 23 dicembre 2012 ossia in prossimità del solstizio d'inverno.

## Il calcolo del tempo
L'unità fondamentale per i Maya era il giorno (kin) inteso come manifestazione del ciclo solare che sorge e tramonta. I primi riferimenti alla numerazione dei giorni attraverso l'uso delle dita si ritrovano nei geroglifici maya presenti sulle steli 12 e 13 (ca. 275 a.C.) del Monte Albán, un importante sito archeologico (ca. 300 a.C.) nei pressi di Oaxaca, e costituiscono uno dei documenti più antichi che attestano l'interesse per il computo del tempo nel Nuovo Mondo.
Le incisioni su pietra rappresentanti il kin sono tra le più frequenti iscrizioni dei Maya giunte ai nostri giorni. Ogni glifo del kin che significa contemporaneamente giorno, sole e tempo, indica i quattro punti cardinali e la decorazione floreale, simboleggiante la procreazione, indica verosimilmente le posizioni estreme del sole all'orizzonte ossia i solstizi d'inverno e d'estate. In questo senso i Maya operano una fusione tra tempo e spazio; invero nella lingua maya i significati di spazio e tempo spesso si sovrappongono. In alcune sculture, gli dei associati a giorni o periodi dell'anno vengono raffigurati come chini sotto il carico dei giorni, raffigurati come materiale da trasportare oppure stanchi e a riposo, come nelle raffigurazioni a Copán e a Quiriguà.
I Maya probabilmente scandivano alcune attività della vita quotidiana a seconda della ricorrenza di giorni particolari che venivano ritenuti fausti o infausti. Queste supposizioni vengono avanzate sulla base di alcuni scritti di epoca coloniale  (probabilmente redatti con l'ausilio di documenti antichi locali) contenenti profezie e nei quali venivano indicati giorni sfavorevoli alle vendette o all'attraversamento della foresta, favorevoli alle api o all'accensione fuochi rituali, oppure giorni fausti e infausti in generale.  L'attribuzione di capacità predittive ad elementi derivati dall'osservazione naturale è comune a diverse civiltà.

### I calendari maya
I Maya erano soliti utilizzare congiuntamente due calendari: uno di tipo rituale, più antico, chiamato Tzolkin della durata di 260 giorni e uno di tipo civile detto Haab' di 365 giorni.
Il computo dei giorni adottava originariamente un sistema vigesimale a carattere posizionale scaturito dall'utilizzo delle dita delle mani e dei piedi, come attestato dalle steli del Monte Alban, quindi sulla base di un elemento naturale anatomico che dunque produceva inevitabilmente  cicli di 20 giorni e non sull'osservazione delle fasi lunari, come avviene in altri calendari antichi -e ovviamente moderni- con cicli di 30 giorni. Oltre al valore cronologico il calendario, sia nelle sue originarie forme rudimentali che nelle elaborazioni successive, aveva valore prognostico. Ad ogni giorno del ciclo corrispondeva una divinità, benevola o avversa, da cui il giorno prendeva il nome: Cimi è la divinità della Morte, Kan del mais: vi erano poi divinità antropomorfe come Chiccan (il serpente) e Chuen (la scimmia). Per i Maya ogni giorno e dunque ogni numero (la nascita dei  numeri viene fatta risalire nei Maya proprio alla necessità di contare i giorni) corrisponde ad una divinità.
In epoche successive i calendari ebbero una struttura più complessa, con la comparsa di scansioni temporali  più ampie che sostituirono o raggrupparono i periodi di breve durata. Il ciclo completo tzolkin, che compare come unico calendario nelle iscrizioni del Periodo Medio della civiltà maya (ca. 600 a.C.) fu utilizzato principalmente a scopo divinatorio ed era composto da 260 giorni. Non è chiaro come sia stato ottenuto questo numero, probabilmente fu utilizzato un riferimento a bioritmi di contenuto concettuale universale come la nascita, di evidente significato pratico, in quanto la gestazione dura all'incirca 38 settimane ossia 266 giorni. Alcuni cicli agricoli mesoamericani hanno un periodo di circa nove mesi;  Venere compare nitida e brillante alla sera o al mattino  in due cicli di nove mesi ognuno. Un altro calendario è lo Haab', probabilmente posteriore al tzolkin. Si ritrova in forma scritta associato al tzolkin solo nelle iscrizioni datate 200 anni dopo quelle in cui lo tzolkin compare da solo. È diviso in 18 mesi di 20 giorni ciascuno più un mese breve di 5 giorni per un totale di 365 giorni. L'allineamento non perfetto con l'anno astronomico di 365,24 giorni determina, nei decenni, uno sfasamento graduale rispetto alle stagioni.  Non esistono prove che testimonino che i Maya avessero anni bisestili tuttavia è da ritenere che prevedessero l'arrivo delle stagioni tenendo conto di questo errore poiché il calendario Haab aveva un utilizzo pratico diretto in agricoltura. I 18 mesi dello Haab avevano nomi riferiti all'acqua, a condizioni del terreno e in generale alla simbologia rurale. I due calendari venivano usati contemporaneamente tanto che molte iscrizioni riportano una doppia data, secondo lo Tzolkin e lo Haab.

#### Il Grande computo e le origini del mondo
Un'ulteriore organizzazione temporale, che segue di oltre 800 anni l'introduzione dello tzolkin, descriveva un altro ciclo complessivo di 5000 anni. L'utilità del Grande Computo era probabilmente quella di illustrare a ritroso nel tempo l'origine della civiltà maya fino alla nascita delle divinità, in un'operazione in cui mito e storia tendono a sovrapporsi. Nel periodo classico della civiltà maya, la dimostrazione cronologica della storia remota assunse un'importanza fondamentale sia come ricerca delle origini sia come tentativo di datare tutto ciò che era accaduto e che, nel  misto di passato e futuro che caratterizza la nozione di tempo dei Maya, avrebbe dovuto ripresentarsi.
I governanti maya erano soliti far allestire in un'unica rappresentazione artistica la nascita di divinità del passato e i riferimenti alle dinastie del periodo attuale in cui vivevano;  questa fusione di scale temporali mitiche e reali stabiliva la discendenza divina dei regnanti e l'inevitabilità del loro potere. I calendaristi maya che si occupavano di eseguire calcoli e computi matematici e astronomici erano sacerdoti, membri della nobiltà o comunque personalità verso cui la comunità indigena dedicava grande rispetto ed attenzione; svolgevano anche la funzione di consiglieri dei governanti, scrivevano libri, si occupavano della somministrazione di sacramenti, calcolo di festività ed emanazione di profezie e pronostici.